# Научно-технологический центр уникального приборостроения РАН
Федеральное государственное бюджетное учреждение науки Научно-технологический центр уникального приборостроения Российской академии наук (НТЦ УП РАН) является одной из ведущих организаций отечественного[какого?] научного приборостроения в области разработки уникальных оптико-механических и электронных автоматизированных научных приборов, средств автоматизации научных исследований высшей категории сложности.

## История
Центральное конструкторское бюро уникального приборостроения РАН, было образовано в соответствии с постановлением АН СССР от 19 марта 1957 года на базе механических экспериментальных мастерских Центракадемснаба.
В Постановлении Президиума АН СССР от 3 августа 1956 года № 403 цель создания сформулирована следующим образом:
«Для расширения и улучшения технической базы по изготовлению экспериментальных установок и опытных образцов приборов в АН СССР организовать в системе Академии наук СССР Центральное конструкторское бюро оптико-механического и радио-измерительного научного приборостроения для конструирования и изготовления в экспериментальном порядке необходимых для научных исследований новейших и оригинальных приборов».
В соответствии с этим Постановлением, Распоряжением Президиума АН СССР № 5-575 от 19 марта 1957 г. и приказом Центракадемснаба АН СССР № 55 от 19 июня 1957 года было организовано Центральное конструкторское бюро (ЦКБ) с экспериментальным производством, сокращенно «ЦКБ АН СССР», и подчиненное непосредственно Президиуму РАН. В 2000 г. ЦКБ УП РАН было переименовано в Научно-технологический центр уникального приборостроения Российской академии наук (НТЦ УП РАН) на правах академического института.
ЦКБ УП РАН возглавляли видные деятели науки и техники:
- Анатолий Александрович Грубе (1957—1959 гг.)
- Евгений Васильевич Машинцев (1959—1986 гг.)
- Иосиф Норайрович Сисакян (1986—1995 гг.)
- академик РАН Владислав Иванович Пустовойт (1995—2015 гг.)
- Булатов, Марат Фатыхович, доктор физико-математических наук, профессор (2016 - 2023 гг.)
- С 2023 г. НТЦ УП РАН возглавляет Афанасьев Михаил Сергеевич, доктор технических наук, доцент.

## Деятельность
НТЦ УП РАН сочетает функции научно-исследовательского института, конструкторского бюро и производственного предприятия, осуществляет весь цикл создания приборов: от научных исследований и разработки принципов построения до выпуска конструкторской документации и производства опытных серий приборов.
В НТЦ УП РАН разработано более 160 модификаций научных приборов и выпустило малыми сериями более 3000 экземпляров.
Регулярно участвует в научных программах, выполняя заказы государственных ведомств, российских и зарубежных компаний.
Осуществляет обучение в аспирантуре по направлению подготовки кадров высшей квалификации 03.06.01 – Физика и астрономия. Действует диссертационный совет Д 002.135.01 по защите докторских и кандидатских диссертаций по специальности 01.04.01 — «приборы и методы экспериментальной физики» (физико-математические и технические науки). Распоряжением Правительства РФ от 17 августа 2021 г. N 2244-р НТЦ УП РАН включён в перечень учреждений, наделённых правом самостоятельного присуждения учёных степеней, без последующего контроля со стороны ВАК.
Высокий уровень разработок НТЦ УП РАН неоднократно отмечался авторитетными межведомственными комиссиями, авторскими свидетельствами и зарубежными патентами, государственными премиями, высокими наградами отечественных и зарубежных выставок.
Издаёт Международный научный журнал «Физические основы приборостроения» (Physical Bases of Instrumentation) ISSN 2225-4293, включенный в перечень рецензируемых научных изданий, а также 
RUSSIAN SCIENCE CITATION INDEX.
Организует ежегодную Международную конференцию «Акустооптические и радиолокационные методы измерений и обработки информации» (ARMIMP).
Основные научные направления конференции:
- Методы математического моделирования физических процессов в оптике и радиолокации. R-функции, атомарные функции, вейвлеты, фракталы и хаос.
- Генерирование, излучение, распространение, сверхширокополосных сигналов и сверхкоротких импульсов.
- Физические основы приборостроения.

Проводит ежегодную Выставку-семинар «Современные приборы для физических исследований». Основной тематикой является разработка приборов и технических систем для оптики, спектроскопии, радиотехники, передачи, хранения и обработки сигналов. Обсуждаются современные достижения в приборостроении и разработке технических систем. В рамках Выставки-семинара проводится пленарное заседание и круглый стол.
Опытный участок выполняет токарную и фрезерную обработку лёгких сплавов. Габариты изделий для токарной обработки — 250 мм, для фрезерной — 400×200 мм. Класс точности h6-h9. Производство штучное и мелкосерийное.

## Научные направления
Осуществляет фундаментальные, поисковые и прикладные исследования в области разработки приборов и систем измерения, анализа, управления и мониторинга, основанных на оптических и иных физических принципах по следующим приоритетным направлениям:
- разработка научных приборов и систем;
- оптические, акустические и акустооптические технологии;
- оптическая спектрометрия УФ, видимого, ИК и терагерцевого диапазонов;
- лазеры и лазерные системы для научных исследований и технологий;
- разработка систем распознавания образов.